# Svájci Gárda
A Svájci Gárda (németül: Päpstliche Schweizergarde, olaszul: Guardia Svizzera Pontificia, latinul: Pontificia Cohors Helvetica) a római pápa testőrségét ellátó kis katonai alakulat. Állomáshelye a Vatikán. Hivatalos nyelve a német. A Gárda de facto a Vatikán hadereje.

## Története

### Alapítása

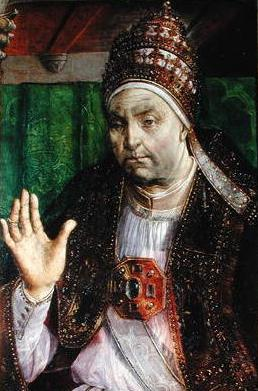
IV. Szixtusz pápa

A Gárda története a 15. századig nyúlik vissza. IV. Szixtusz pápa (1471–1484) állította fel a Gárda ősét a Svájci Konföderáció segítségével. Barakkokat építtetett a Pellegrino úton. A megállapodást Svájccal VIII. Ince pápa (1484–1492) újította fel. VI. Sándor pápa (1492–1503) később a francia királlyal való szövetsége alatt használta a svájciakat. A Borgiák idején, az itáliai háborúk alatt az első vonalban harcoltak.
Az 1503-ban megválasztott II. Gyula pápa saját katonaságot akart személyes védelmére. A svájci zsoldosok a XVI. században Európa-szerte keresettek voltak, bátorságuk, hűségük és verhetetlen gyalogos harcmodoruk miatt; ők alkották az akkori legütőképesebb gyalogságot. Az 1505. június 21-i bullában engedélyt kért 200 katona toborzására a svájci kantonoktól. A feladat végrehajtásával Peter von Hertenstein svájci kanonokot bízta meg, akinek Matthäus Schiner sioni püspök közvetítésével 150 zsoldost sikerült toboroznia. Pénzügyi támogatást az augsburgi Jakob és Ulrich Fuggertől kaptak, akik megelőlegezték a felszerelések költségeit.
A pápai udvar egykorú krónikása, Johannes Burckhardus örökítette meg feljegyzéseiben a Pápai Svájci Gárda megalakulásának pillanatát, amely szerint 1505 szeptemberében 150 önkéntes Kaspar von Silenen luzerni nemes vezetésével indult gyalogosan Luzernből Rómába, hogy felajánlja védelmi szolgálatait a pápának. 1506. január 22-én a 150 svájci zsoldos a Porta del Popolón át vonult be Rómába, ahol a pápa a Szent Péter-bazilika loggiájáról megáldotta őket.
„A svájciak látták Isten Egyházának szomorú helyzetét, és felismerték, hogy az Egyház veszélyben van.” jelentette ki Ulrich Zwingli, egy svájci katolikus, a későbbi protestáns reformátor.

### „Sacco di Roma”
1527. május 6-án V. Károly seregei támadást indítottak Róma ellen. Elfoglalták a Szent Péter-bazilikát és a Vatikán környékét. Kaspar Röist (Gaspard Rois) zürichi kapitány vezetésével a Gárda és a még megmaradt pápai seregek elkeseredetten küzdöttek, hogy feltartóztassák őket. A harc során a 189 svájci gárdistából csak 42-en maradtak életben, a többiek a Szent Péter-bazilika központi oltárának lépcsőin estek el, 200 menekülővel együtt. Az életben maradt gárdisták voltak azok, akik – amikor már minden elveszett – VII. Kelemen pápát átkísérték a biztonságos menedékhelyre, az Angyalvárba. Menekülésüket a korábban VI. Sándor pápa által építtetett titkos összekötő folyosó (Passetto di Borgo) segítette, a Vatikán és az Angyalvár között.

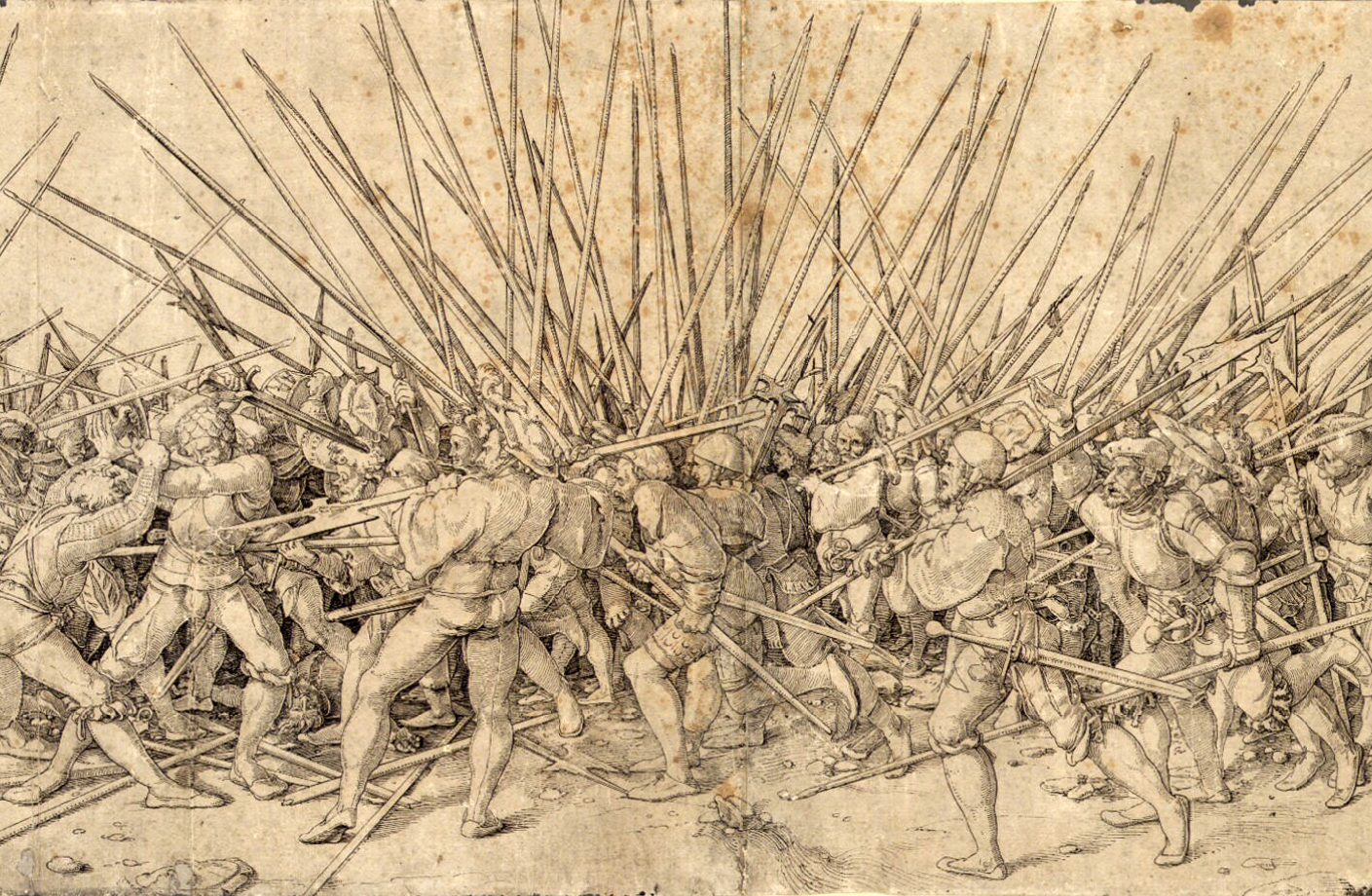
Svájci gárdisták gyilkos közelharcban német landsknechtek ellen (ifj.Hans Holbein korabeli rajza)

A várost elfoglaló francia, spanyol, német és itáliai csapatok 8 napon át szabadon fosztogattak Rómában. Ezekben a napokban több mint 12 000 embert öltek meg, és a rablott zsákmány értéke meghaladta a 10 millió dukátot. A város kifosztása során helyreállíthatatlan károk keletkeztek, számos relikvia tönkrement, felbecsülhetetlen értékű művészeti kincsek és az egyház legszebb arany és ezüst értékei szinte mind elvesztek. VII. Kelemen pápának nem volt más választása, mint megadni magát és elfogadni a kemény feltételeket. Ezek között szerepelt, hogy a pápai testőrség, a Gárda helyébe német és spanyol katonák 4 csapatát állították. Kelemen pápa engedélyt kapott, hogy az életben maradt gárdisták beléphessenek az új testőrség tagjai közé. Csak 12-en csatlakoztak az új testülethez, a többiek elutasították az együttműködést. A cognaci liga háborúja végén, 1529. június 29-én V. Károly megkötötte a legyőzött VII. Kelemennel a barcelonai békeszerződést, ebben a pápának hivatalosan is fel kellett oszlatnia a Svájci Gárdát, amelyet csak III. Pál pápa állíthatott fel ismét, 1548-ban.

### 17–18. század
Az 1648-as vesztfáliai béke után a gárdisták nem temetkezhettek a vatikáni teuton kollégium melletti temetőbe, valamint elveszítették a temető kis kápolnáját is, viszont megkapták a Szent Peregrin-templom használati jogát.
A 17. század második felében a Gárda visszanyerte korábbi jogait, valamint a létszámot 150-ről 120 főre csökkentették. Ez idő óta nős férfi nem léphet be a Gárdába.

### A pápai állam első felszámolása
Napóleon felszámolta a pápaság világi hatalmát.
„Őfelsége Róma császárságára támaszt igényt. Erre adott őszinte pápai válaszunk az, hogy az Egyház Legfelsőbb Feje olyan dologgal dicsekedhet, amellyel egyetlen másik uralkodó sem: nevezetesen, hogy évszázadok óta sem most, sem soha a múltban nem ismert el más hatalmat saját államában, mint a sajátját, és egyetlen uralkodó sem birtokolhatta a Róma feletti legcsekélyebb hatáskört sem.” – írta VII. Piusz Napóleonnak 1806 márciusában. Önértékelése elhamarkodott volt.[forrás?] 1808 szeptemberében Napóleon katonái körülfogták a Quirinalét, a pápa rezidenciáját, és hat ágyút szegeztek a pápai lakosztályra. Fél év múlva a császár rendeletileg megszüntette a Pápai Államot, Rómát és környékét pedig Franciaországhoz csatolta. Európa uralkodói a kisujjukat sem mozdították a pápaság megmentése érdekében.
Az olasz egyesítés következő fázisa az 1870-es porosz–francia háború oldalvizén zajlott. A háborúra készülő III. Napóleon császár hazarendelte a Pápai Állam különállását garantáló római francia haderőt, megpecsételve a Pápai Állam sorsát. 1870. szeptember elején az olasz királyi hadak körülzárták Rómát, és szeptember 20-án a Porta Piánál betörtek a városba. IX. Piusz pápa elrendelte, hogy a seregei csupán a védekezésre korlátozzák a tevékenységüket, és erőszak esetén adják meg magukat. Szeptember 21-én a pápai seregek feloszlottak, a Gárda visszavonult a Vatikánba. A király felszámolta a Pápai Államot, a Vatikánba szorított pápa fogolynak nyilvánította magát. Ettől a naptól kezdve a gárdisták feladatai a pápa védelmezésére, a Vatikán és a Castel Gandolfó-i pápai villa őrzésére szorítkoznak. Ebben az időszakban a Gárda parancsnoka, a gárdisták műveltségének fokozására, iskolát hozott létre ének-zene oktatással. Ezen kívül elrendelte, hogy 18 év szolgálat után a katonák nyugdíjat kapjanak.

### A lateráni szerződés óta
1929. február 11-én XI. Piusz pápa és az olasz fasiszta állam között létrejött a lateráni egyezmény, amely elismerte a pápa fennhatóságát a Vatikán teljes területén. Ennek nyomán a svájci szövetségi tanács parlamenti határozatot hozott, melynek értelmében a Gárda nem minősül külföldi fegyveres erőnek, így a svájci állampolgároknak nem kell engedélyt kérniük a Szövetségi Tanácstól a szolgálathoz.

## A Pápai Svájci Gárda

### Szabályzat

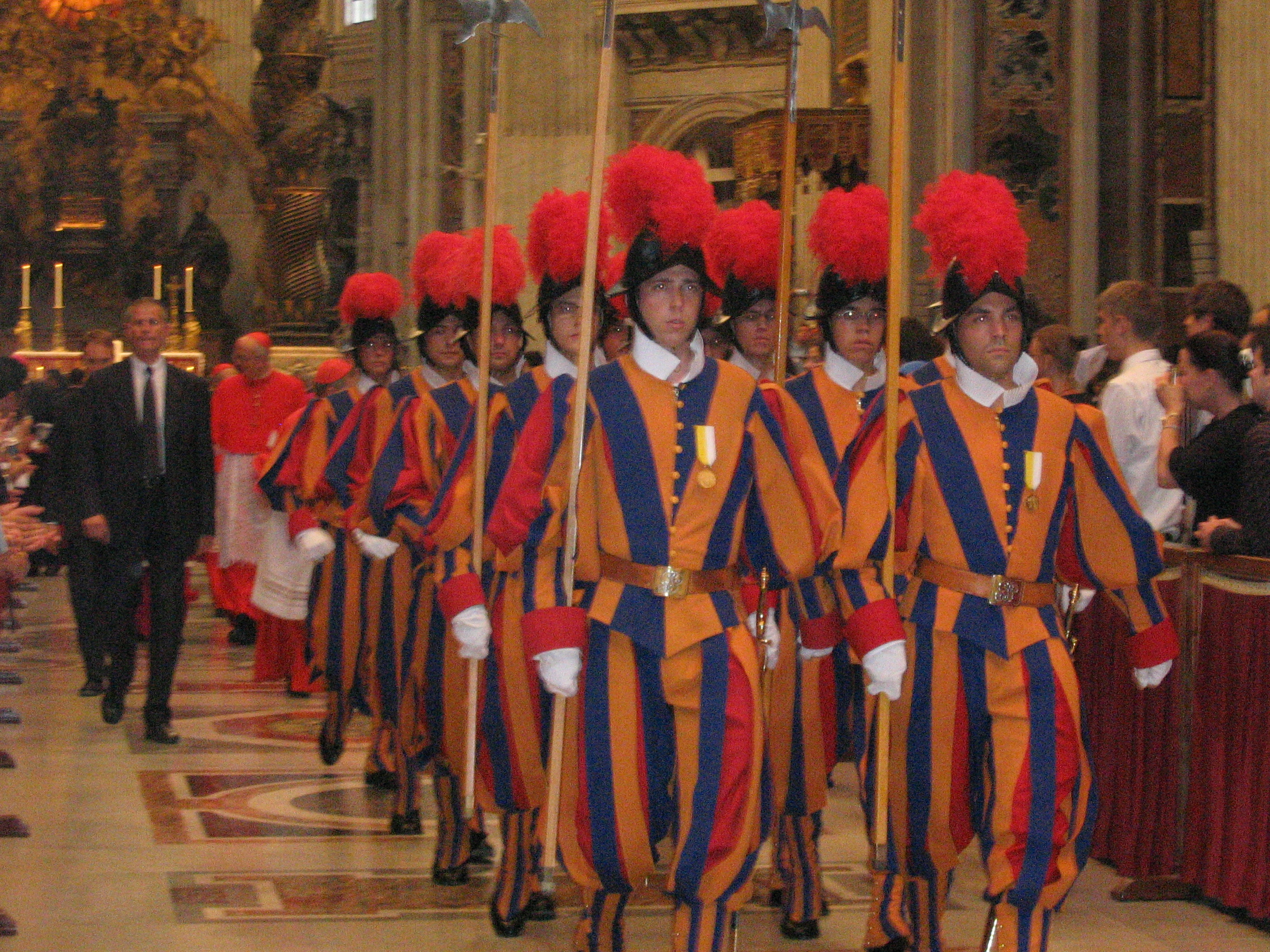
Svájci gárdisták a Szent Péter-bazilikában

A Svájci Gárda szervezeti felépítéséről és feladatairól a pápa megbízásából a pápai államtitkár által megfogalmazott szabályzat rendelkezik. A Pápai Svájci Gárda jelenlegi személyi-, fegyelmi- és adminisztrációs előírásokról szóló rendelkezését a Gárda megalakulásának 500. évfordulója alkalmából 2006. január 22-én bocsátották ki, amely az 1976. évi rendeletet helyettesíti.

### Szervezeti felépítés
A szabályzatnak (7. cikkely) megfelelően a Gárda 110 főből áll, amelynek összetétele a következő:
Tisztek
- 1 ezredesi rangú parancsnok: a parancsnok felelős a Gárda általános irányításáért és kifelé képviseli az alakulatot; a tábori lelkész segítségével irányítja az újoncok toborzását;
- 1 alezredesi rangú parancsnokhelyettes (a második alegység vezetője): feladatai között szerepel az újoncok kiképzése;
- 1 alezredesi rangú lelkész: a tábori lelkész naponta szentmisét celebrál a Gárda saját kápolnájában és évente lelkigyakorlatot szervez számukra; munkájához tartozik a kulturális élet megszervezése;
- 1 őrnagy: az őrnagy vezeti a harmadik alegységet, amelybe a gárda 10-15 fős zenekarának tagjai vannak beosztva, valamint ő tartja a kapcsolatot a vatikáni hivatalokkal;
- 1 százados: a százados a német nyelvűekből álló első alegység vezetője és logisztikai főnökként minden adminisztratív és logisztikai feladat hozzá tartozik;

Tiszthelyettesek
- 1 törzsőrmester
- 5 őrmester
- 10 tizedes
- 10 szakaszvezető

Közlegények
- 79 gárdista

A gárdisták három alegységbe vannak osztva: az első alegység főleg német, a második alegység francia anyanyelvűekből áll, a harmadik alegységben pedig vegyes anyanyelvűek, valamint a gárda zenekarának tagjai szolgálnak. A Svájci Gárda zenekara tagja a svájci fúvósok szövetségének. A zenekar tíz-tizenöt fős, más katonazenekarokhoz hasonlóan fúvósokból és dobosokból áll.

### A Gárdába való belépés feltételei
A svájci gárdisták gyakorló római katolikusok, akiknek gyakran már a felmenőik is a pápát szolgálták, vallásos hovatartozásukkal és magatartásukkal a Szentatyát képviselik.
Alapfeltétel a svájci állampolgárság. A testület esztétikai megjelenése miatt fontos kritérium az 1,74 métert meghaladó testmagasság. A jelentkezők Svájcban alapos orvosi vizsgálaton esnek át, amelybe pszichológiai teszt is tartozik. A pápa biztonságára csak feddhetetlen életű személyek vigyázhatnak. Rendelkezniük kell minimum hároméves felsőfokú tanulmányokról szóló diplomával, és a jelentkezés időpontjában 19 és 30 év között kell lenniük.
A testület tagjai csak férfiak lehetnek, akik két-háromfős szobákban laknak. A nősülés szabályokhoz van kötve. Évente kb. harminc új gárdistát toboroz a testület három újoncképző iskolában. A 26 napos kiképzés során elvi és gyakorlati útmutatást kapnak a jelöltek, akiktől elvárják az olasz nyelvtudást, az önvédelmi sportokban való jártasságot, valamint a testőrség parancsainak, a helyszíneknek és a személyeknek az ismeretét.
Daniel Anrig 2009-ben felvetette, hogy valamikor lehetővé tennék nőknek a belépést a gárdába, de hozzátette, hogy ezt a döntést a távoli jövőbe helyeznék.

### Szabadidő
A pápai testőrök szabadidejüket igyekeznek minél több testmozgással, sporttal tölteni. 1934 óta saját labdarúgócsapatuk van, az „FC Guardia”, amely barátságos mérkőzéseket játszik más svájci és külföldi csapatokkal, valamint részt vesz a vatikáni bajnokságon is, ahol hagyományos ellenfelük a vatikáni rendőrség csapata. Tornaterem, teniszpálya, uszoda áll a gárdisták rendelkezésére, de futhatnak a vatikáni kertekben is.

### Templomaik
Jelenleg a laktanyájuk melletti, 1568-ban épült Szent Márton- és Szent Sebestyén-templom az övék. A svájci gárdisták eredetileg a mostani VI. Pál-terem közelében található Németek Temetőjébe (Campo Santo Teutonico) temetkeztek. A 17. századtól a Szent Anna-kapu melletti, ma már nem létező Szent Peregrin-templomot használták temetkezési célokra.
A gárda védőszentjei Szent Márton és Szent Sebestyén római katonaszentek, valamint hazájuk egyik patrónusa, Flüei Szent Miklós.

## Szolgálat

### Az eskü
Bár a Svájci Gárda történelmi születésnapja január 22., de a Gárda valódi ünnepe Róma 1527-es kifosztásának évfordulóján, május 6-án van, a „Sacco di Roma” harcaiban tanúsított önfeláldozó hősiessége emlékére. Ezen a napon tesznek ünnepélyes hűségesküt az Apostoli Palota előtti Szent Damasus-udvarban az új gárdisták. A gárda káplánja az adott katona anyanyelvén (többnyire németül, esetleg franciául, nagyon ritkán olaszul) olvassa fel az eskü szövegét:

„Ich schwöre, treu, redlich und ehrenhaft zu dienen dem regierenden Papst [name] und seinen rechtmäßigen Nachfolgern, und mich mit ganzer Kraft für sie einzusetzen, bereit, wenn es erheischt sein sollte, selbst mein Leben für sie hinzugeben. Ich übernehme dieselbe Verpflichtung gegenüber dem Heiligen Kollegium der Kardinäle während der Sedisvakanz des Apostolischen Stuhls. Ich verspreche überdies dem Herrn Kommandanten und meinen übrigen Vorgesetzten Achtung, Treue und Gehorsam. Ich schwöre, alles das zu beobachten, was die Ehre meines Standes von mir verlangt.”

„Esküszöm, hogy híven, lojálisan és tisztességgel szolgálom [név] pápát és törvényesen megválasztott utódait. Minden erőmmel, ha kell, akár életem föláldozásával is az ő védelmüknek szentelem magam. Ezeket a kötelezettségeket vállalom a bíborosi testület tagjai felé is a Sede Vacante teljes időtartamára. Ígérem továbbá, hogy a kapitány és valamennyi felettesem iránt tisztelettel, hűséggel és engedelmességgel viseltetem. Esküszöm. Isten és védőszentjeim engem úgy segéljenek!”

Az eskütétel során minden újoncot név szerint szólítanak, akik jobb kezüket az égre emelik három ujjukat a Szentháromság jeleként széttárva, bal kezükkel pedig a testőrség zászlaját érintik. Ekkor a következőket mondják:

„Ich, [Name des Rekruten], schwöre, alles das, was mir soeben vorgelesen wurde, gewissenhaft und treu zu halten, so wahr mir Gott und seine Heiligen helfen.”

„Én, [a katona neve], esküszöm, hogy szorgalmasan és hűségesen betartom, amit az előbb felolvastak nekem. Isten engem úgy segéljen!”

2009-ben az ünnepségen részt vett a svájci hadsereg vezetője is.

A Svájci Gárda zászlaja 2014-ben

### A zászló
Négyzet alakú 220 cm × 220 cm nagyságú fehér selyem damasztból készült zászlaját egy fehér (ezüst) kereszt osztja négy mezőre. A címertani hagyományok szerint az első mezőben az éppen uralkodó pápa címere, a negyedikben pedig az alapító II. Gyula kék mezőben aranyszínű tölgyfát mintázó címere látható. A második és harmadik mezőt a svájci gárda kék-sárga (arany)-piros színei töltik ki. A zászló közepét a mindenkori főparancsnok származási kantonjának címere díszíti. Jelmondatuk: acriter et fideliter (bátran és hűséggel).

### A svájci gárdisták feladatai

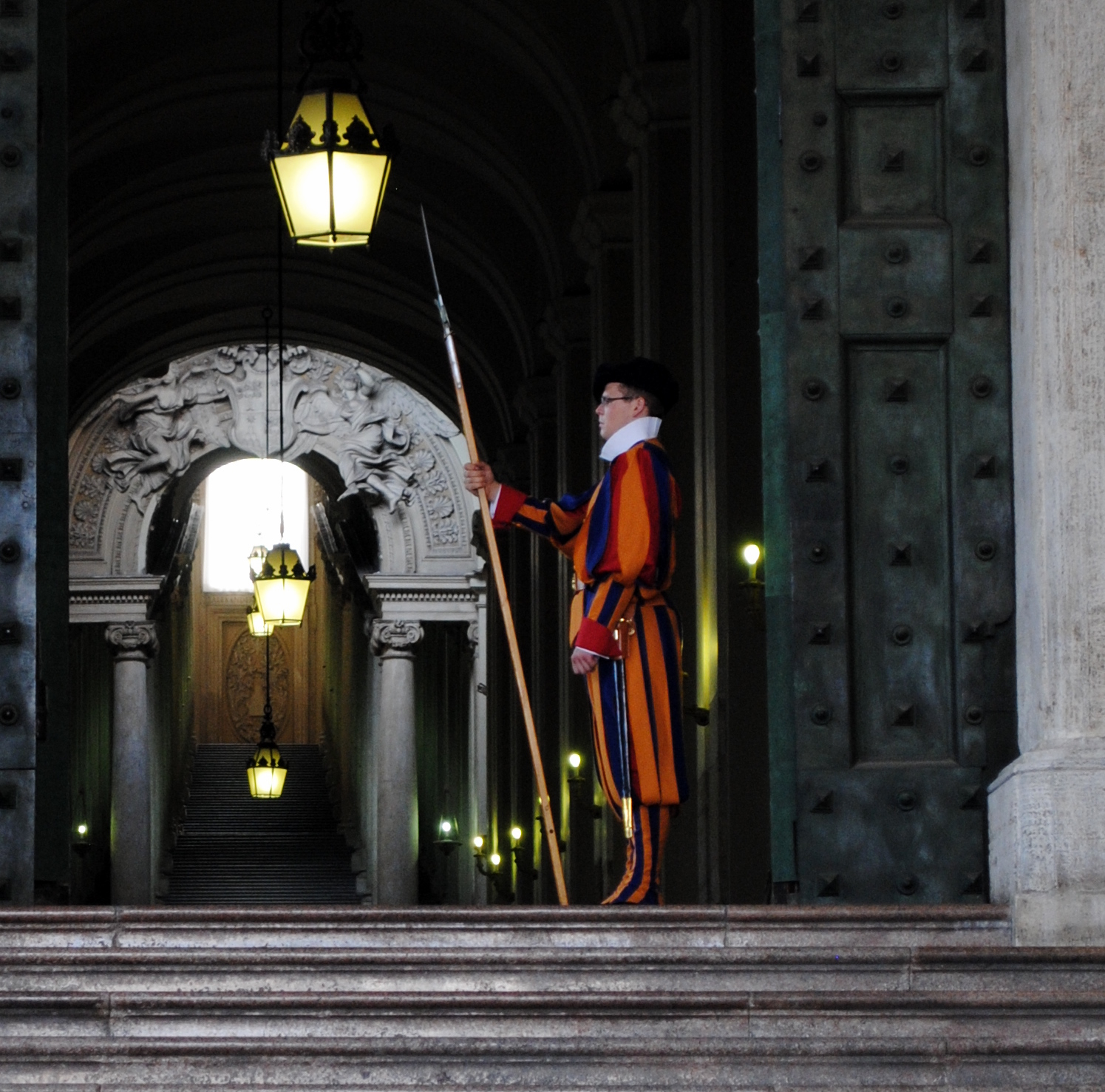
Vatikán Városállam két bejáratánál a legfiatalabb gárdisták állnak őrt, a Bronzkapunál kétóránként kerül sor őrségváltásra

A Svájci Gárda elsődleges feladata a Szentatya személyének, testi épségének és lakóhelyének biztonsága feletti őrködés. Feladataik közé tartozik a Szentatya kísérete utazásai során, Vatikán Városállam bejáratainak felügyelete, illetve a szabályzatnak megfelelően a rendfenntartással kapcsolatos egyéb szolgálatok teljesítése. A tevékenység a gyakorlatban négy területre oszlik: biztonsági szolgálat, díszőrség, rendfenntartás és testőrség.
A biztonsági szolgálat (a tevékenység 80%-a) a Vatikán állam bejárataira, valamint az Apostoli Palota különféle helyiségeire vonatkozik, az alabárdosok, a tiszthelyettesek és a magasabb rangú tiszthelyettesek látják el. A vatikáni csendőrséggel együttműködve ellenőrzik a forgalmat és felvilágosítással szolgálnak az érdeklődőknek, ezért jól kell ismerniük a Római Kúria és a különféle vatikáni hivatalok vezető személyiségeit, a hivatalok pontos helyét, valamint fontos az idegen nyelvek ismerete is.
A nagyközönség számára a leglátványosabb feladatuk a pápai díszőrség biztosítása (tevékenységük csupán 8%-a). A kihallgatások és a misék során a svájci gárdisták a Szentatya trónusa körül állnak. A protokoll szabályai szerint államfőket, minisztereket, nagyköveteket és egyéb világi vagy vallási hatóságokat a gárdisták alakulata fogadja. Ők kísérik végig az Apostoli Palota termein a nagyköveteket kormányuk megbízólevelének bemutatása után.
Vatikán Városállam két bejáratánál a legfiatalabb gárdisták állnak őrt. A „Harangok Ívénél” óránként, míg a Bronzkapunál kétóránként kerül sor őrségváltásra. Díszegységük felsorakozik a Szent Péter téren a hagyományos karácsonyi és húsvéti Urbi et Orbi áldás alatt is.
A gárdisták további feladata a rendfenntartás kihallgatásokon, szentmiséken és egyéb szertartásokon, ahol irányítják és ellenőrzik a résztvevőket, a zarándokokat, információkat adnak, szükség esetén biztosítják az elsősegélyt.
A testőri szolgálat, a Szentatya közvetlen személyi sértetlenségének biztosítása a Svájci Gárda megkülönböztető feladata. A régebben szolgálatban lévő gárdisták professzionális kiképzésben részesülnek ennek ellátásához. A biztonság mértékét maga a védelmezendő személy szabja meg.

### Egyenruha

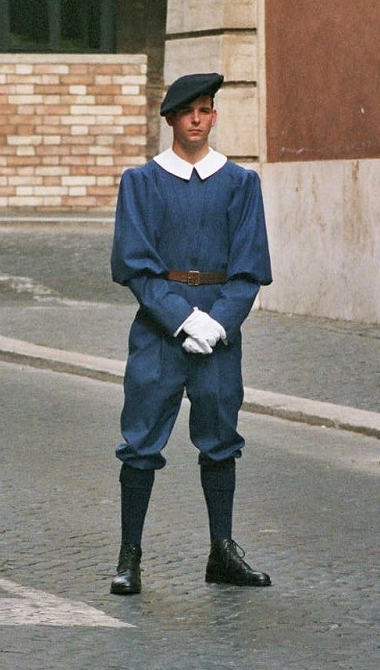
A svájci gárdisták gyakorló egyenruhája

A legenda szerint Michelangelo tervezte a svájci gárda színpompás díszegyenruháját, valójában Raffaello művészete gyakorolt nagy hatást az uniformis alakulására. Az első gárdisták ruhájáról kevés információ áll rendelkezésre: valószínűleg nem sokban különbözött a korabeli katonákétól, de természetesen a pápa színeit és jelvényeit viselték.
A gárdisták jelenlegi öltözete az 1910-es években alakult ki és Jules Répond parancsnok nevéhez fűződik, aki Raffaello freskóiból merített ötleteket.
Alapvetően megkülönböztetjük a gyakorló (hétköznapi) egyenruhát és a dísz(gála)egyenruhát.
Gyakorló egyenruha:
A kék gyakorló uniformis, két különböző kivitelezésben létezik a tisztek, illetve az alacsonyabb rangú gárdisták részére. Ezt az öltözetet gyakorlatozás során, éjszakai szolgálat alatt, valamint – húsvét hétfő és december 25-e kivételével – a vatikáni Szent Anna oldalbejáratnál viselik. A fejfedő sötétkék barett rangjelzéssel ellátva.
Díszegyenruha:
A gárdisták csak ünnepélyes alkalmakkor öltenek csillogó mellvérthez fehér körgallért, fehér kesztyűt, és rang szerint változó színes egyenruhát:
- a tisztek részére piros bársonyból készült, zöld selyempuffokkal ellátva;
- a törzsőrmester és őrmesterek részére fekete zeke, piros buggyos ujjal, piros nadrág borvörös csíkokkal;
- a többi gárdista részére: kék-vörös-sárga színű zeke (a Medici-család címerének színei) vörös színű, kék és sárga csíkos buggyos ujjal, vörös buggyos nadrág kék és sárga csíkokkal; alacsonyabb rangú tiszthelyettesek megkülönböztetésére a buggyos nadrág szárához két rövid piros szalag van rögzítve;
- a dobosok részére (kizárólag az eskü alkalmával): kék-fekete-sárga színű egyenruha (a Pfyffer von Altishofen család címerének színei).

Vasárnap és ünnepnapokon a barett helyett fekete sisakot, ünnepélyes alkalmakkor pedig fényes fémsisakot (morion) hordanak, amelyet strucctoll díszít. Ennek színe rang szerint változik: fehér a főparancsnok és a törzsőrmester számára, sötétlila a tiszteknek, vörös a tiszthelyetteseknek és alabárdosoknak, sötét sárga és fekete a dobosoknak és fúvósoknak. A sisak jobb és bal oldalán kidomborodik a Della Rovere-család jelképe, a tölgyfa. A fémsisak kiváltására 3D nyomtatóval készített műanyag sisakokat is rendszeresítettek. Ezek gyorsabban elkészíthetőek és könnyebbek, valamint jobban szellőznek, mint a korábbi fémsisakok. Az új műanyag sisakok ára 800 euró körül van, ami mintegy 320 000 forint (2024).
Jules Repond régi minta szerint köpenyt is tervezett, amely a gárdistákat éjszaka, illetve rossz időben melegen tartja. Ez ugyanolyan kék, mint a barett, és a két oldalán három kék bojt van.
A speciálisan kiképzett gárdisták, illetve a különleges megbízással ellátott testőrök civil ruhában szolgálnak.

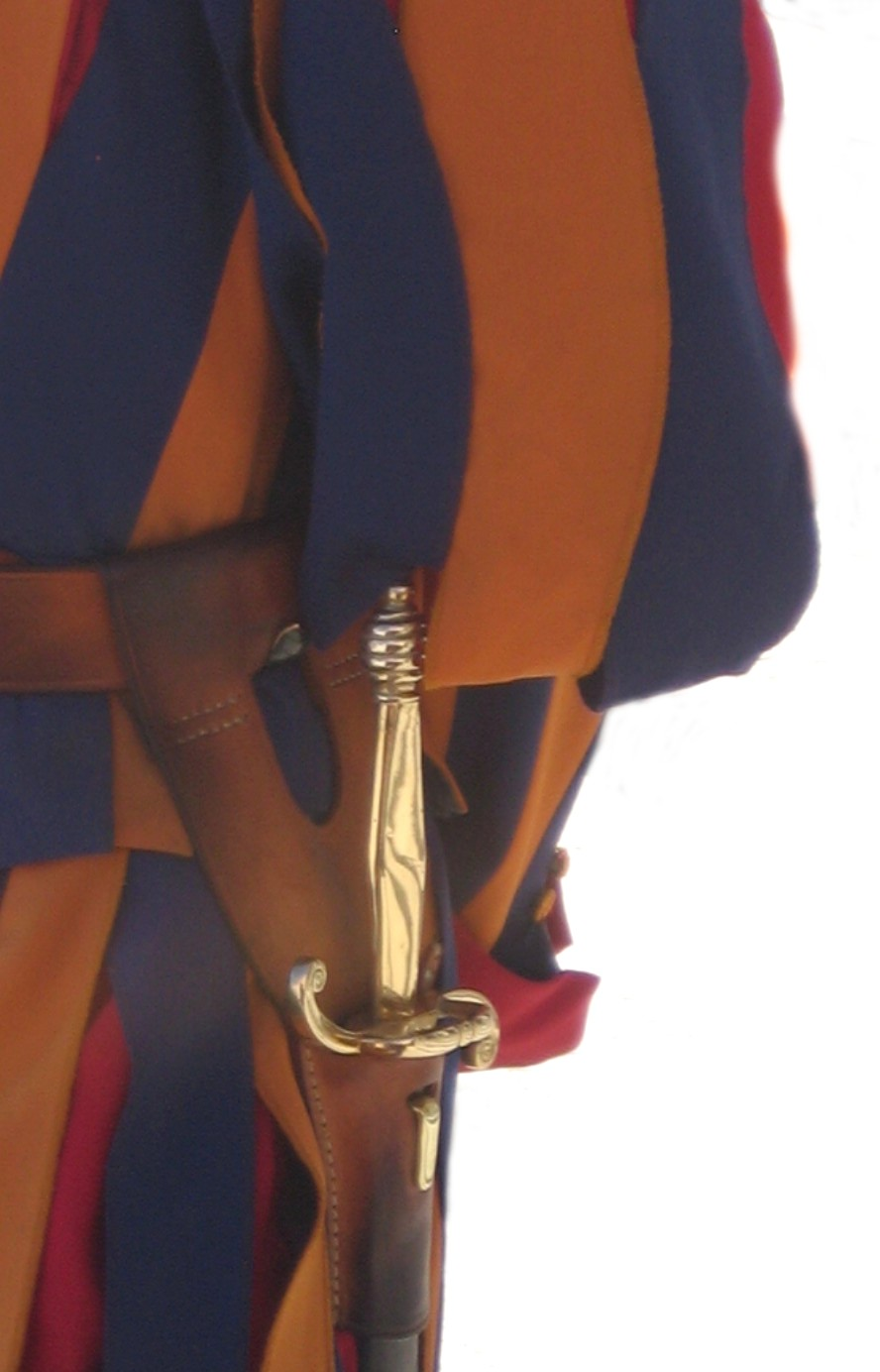
A gárdista fegyvere

### Fegyverzet
A gárdisták díszőrségben alabárdot, vagy spontont, illetve hosszú, egyenes kardot hordanak. A zászlót két hatalmas pallost vivő gárdista kíséri. A hagyományos (leginkább dísz)fegyverek, mellett azonban olyan mai kézi lőfegyvereik is vannak, mint a SIG 225 svájci gyártmányú pisztoly, Heckler & Koch MP5 géppisztoly és a SIG SG 550 gépkarabély biztonsági használatra. A Gárda minden évben rendez céllövőversenyt, és a gárdisták rendszeres önvédelmi oktatásban részesülnek. Ilyenek például az egyszerű testőrségi taktikák (ezek nagyon hasonlóak azokhoz a módszerekhez), amelyeket a világ többi vezetőjének védelmében alkalmaznak. Az utóbbi időben a svájci hadsereg tisztjei külön terrorelhárító kiképzést is biztosítanak számukra.

## Parancsnokok
| Név                                      | Kanton     | Idő       |
| ---------------------------------------- | ---------- | --------- |
| Kaspar von Silenen                       | Uri        | 1506–1517 |
| Markus Röist                             | Zürich     | 1518–1524 |
| Kaspar Röist                             | Zürich     | 1524–1527 |
| Jost von Meggen                          | Luzern     | 1548–1559 |
| Kaspar Leo von Silenen                   | Luzern     | 1559–1564 |
| Jost Segesser von Brunegg                | Luzern     | 1566–1592 |
| Stephan Alexander Segesser von Brunegg   | Luzern     | 1592-1629 |
| Nikolaus Fleckenstein                    | Luzern     | 1629–1640 |
| Jost Fleckenstein                        | Luzern     | 1640–1652 |
| Johann Rudolf Pfyffer von Altishofen     | Luzern     | 1652–1657 |
| Ludwig Pfyffer von Altishofen            | Luzern     | 1658–1686 |
| Franz Pfyffer von Altishofen             | Luzern     | 1686-1696 |
| Johann Kaspar Mayr von Baldegg           | Luzern     | 1696–1704 |
| Johann Konrad Pfyffer von Altishofen     | Luzern     | 1712–1727 |
| Franz Ludwig Pfyffer von Altishofen      | Luzern     | 1727–1754 |
| Jost Ignaz Pfyffer von Altishofen        | Luzern     | 1754–1782 |
| Franz Alois Pfyffer von Altishofen       | Luzern     | 1783–1798 |
| Karl Leodegar Pfyffer von Altishofen     | Luzern     | 1800–1834 |
| Martin Pfyffer von Altishofen            | Luzern     | 1835–1847 |
| Franz Xaver Leopold Meyer von Schauensee | Luzern     | 1847–1860 |
| Alfred von Sonnenberg                    | Luzern     | 1860–1878 |
| Louis-Martin de Courten                  | Wallis     | 1878–1901 |
| Leopold Meyer von Schauensee             | Luzern     | 1901–1910 |
| Jules Repond                             | Freiburg   | 1910–1921 |
| Alois Hirschbühl                         | Graubünden | 1921–1935 |
| Georg von Sury d'Aspremont               | Solothurn  | 1935–1942 |
| Heinrich Pfyffer von Altishofen          | Luzern     | 1942–1957 |
| Robert Nünlist                           | Luzern     | 1957–1972 |
| Franz Pfyffer von Altishofen             | Luzern     | 1972–1982 |
| Roland Buchs                             | Freiburg   | 1982–1998 |
| Alois Estermann                          | Luzern     | 1998      |
| Pius Segmüller                           | St. Gallen | 1998–2002 |
| Elmar Theodor Mäder                      | St. Gallen | 2002–2008 |
| Daniel Rudolf Anrig                      | St. Gallen | 2008–2014 |
| Christoph Graf                           | Luzern     | 2015      |

## Érdekesség

### 500 éve szolgálatban
A Pápai Svájci Gárda fennállásának 500. évfordulójára a Vatikán 2 euró értékű pénzérmét, a svájci nemzeti bank pedig egy 50 svájci frank névértékű arany emlékérmet bocsátott ki. Az érme hátoldalán a II. Gyula pápa által 1506-ban létrehozott gárda egyik tagja látható, a testőrök napjainkban is viselt hagyományos egyenruhájában.

## Fordítás
- Ez a szócikk részben vagy egészben  a   Swiss Guard című angol Wikipédia-szócikk ezen változatának fordításán alapul.  Az eredeti cikk szerkesztőit annak laptörténete sorolja fel. Ez a jelzés csupán a megfogalmazás eredetét és a szerzői jogokat jelzi, nem szolgál a cikkben szereplő információk forrásmegjelöléseként.